# Era Hiboria

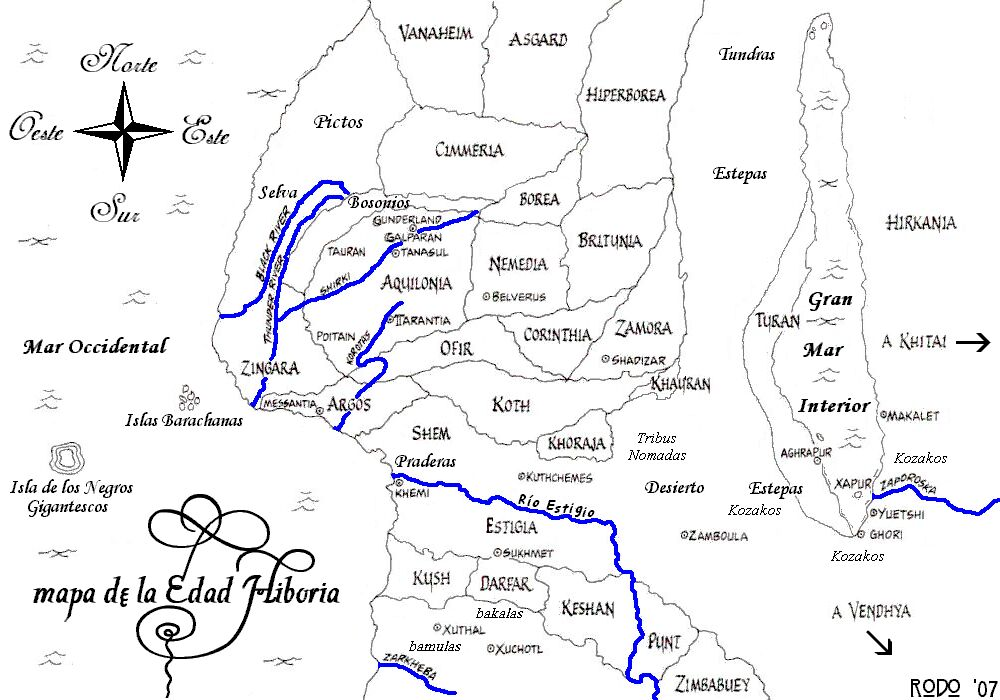
Mapa de la parte noroccidental del continente thurio en tiempos de la ficticia Era Hiboria.

La Era Hiboria o Edad Hiboria (Hyborian Age en inglés) es la localización temporal del universo de ficción en el que se ambientan los relatos de Conan el Cimmerio, personaje creado por Robert Ervin Howard en 1932.

## Concepción de la Era Hiboria
Robert E. Howard entre febrero de 1932, momento en que creó el personaje de Conan y junio de 1936, momento de su muerte, escribió hasta veinte relatos de Conan, además de una novela. Los tres primeros relatos fueron escritos en 1932: El fénix en la espada (The Phoenix on the Sword, escrito en febrero y publicado en diciembre de 1932), La hija del gigante helado (The Frost-Giant's Daughter, publicado en 1976) y El dios del cuenco (The God in the Bowl, publicado en 1975). Tras haber escrito estos tres primeros relatos, en 1932, Howard quiso darle a Conan un universo coherente y verosímil. Para ello escribió La Edad Hiboria, un texto en el que describió el inicio y el fin de una era ficticiamente situada en un remoto e hipotético pasado de las actuales civilizaciones humanas. Los pueblos, naciones y civilizaciones que Howard nombra en este texto, así como en los relatos de Conan, son en la mayor parte, al menos en la ficción de Howard, los pueblos y naciones antepasados de las civilizaciones actuales. Para establecer un lazo entre su recreación mítica del pasado y la actualidad Howard rebautizó pueblos de la Antigüedad con nombres diferentes aunque similares. Por ejemplo los brithunios, según Howard, originaron los brithones o bretones que los romanos combatieron en Britania. Howard también utiliza toponimia actual, como por ejemplo «Zamora», pero sin ninguna relación con ninguna de las ciudades llamadas hoy en día «Zamora», pues Howard no hace más que tomar «prestado» este nombre dado a diferentes ciudades reales para bautizar un reino ficticio. Es, pues, muy importante tener siempre en cuenta que el pasado descrito por Howard no es otra cosa que la recreación ficticia de una «edad olvidada».

## Textos ficticios
Para que su universo de ficción tuviera una mayor credibilidad, Howard inventó una serie de textos ficticios cuyos fragmentos habrían sobrevivido desde un remoto pasado legendario. J. R. R. Tolkien hizo algo parecido al pretender que sus novelas El hobbit y El Señor de los Anillos son en realidad extractos de un gran libro titulado Libro Rojo de la Frontera del Oeste. Ejemplos de tales textos, en el universo de ficción de Howard, son las «Crónicas nemedias», «Balada antigua», «El libro de Skelos», «La canción de Bêlit», etc., pero naturalmente Howard nunca los escribió enteros, se limitó a escribir los fragmentos que intervenían en sus relatos.

## Cronología hiboria
L. Sprague de Camp, el principal sistematizador de los relatos de Conan tras la muerte de Howard, sitúa la vida del guerrero cimmerio hace unos doce mil años, ocho mil años después del hundimiento de Atlantis y siete mil antes del comienzo de la historia conocida. Sin embargo el texto de Howard La Edad Hiboria no incluye ninguna cronología y Howard describe en él gigantescos lapsos de tiempo de miles de años, pero sin situarlos en ningún cómputo de tiempo preciso. Howard escribió los relatos de Conan después de haber escrito otra serie de relatos sobre otro personaje de ficción también situado en un pasado remoto: Kull de Atlantis. En el momento de escribir La Edad Hiboria Howard unificó en uno solo los universos de ficción de Kull y de Conan, haciendo que Atlantis (patria de Kull) fuese una civilización perteneciente a una era anterior a la Era Hiboria, en la que vivía Conan. Tal como Howard lo relata en La Edad Hiboria la cronología hiboria comienza, pues, con el fin de una era prehiboriana que los cronistas nemedios llamaron «Edad Precataclísmica», aunque también se la conoce como «Era Thuria».

### Era Thuria
En esta era el mundo estaba constituido por un único gran continente llamado Thuria, o sencillamente continente thurio, sobre el que se desarrollaron algunos reinos que alcanzaron cierto grado de civilización: Commoria, Grondar, Kamelia, Thule, Verulia y el más poderoso de todos, Valusia. El resto del continente estaba poblado por pueblos primitivos que vivían todavía en estado salvaje. Existían también ciertas culturas «bárbaras» situadas en islas periféricas del continente thurio: las islas Pictas, Atlantis y Lemuria. Las islas Pictas estaban en una zona alejada del océano occidental. Atlantis también se situaba al oeste del continente thurio, pero entre las islas Pictas y este último. Lemuria era una cadena de grandes islas situadas en el océano que bañaba la costa oriental del continente thurio. En un principio los atlantes, los lemurios y los pictos, todos ellos habitantes de islas, eran considerados como bárbaros incivilizados por parte de los thurios del continente, pero al final de la Era Thuria los reinos thurios entraron en una fase de decadencia y en ocasiones acabaron por incluir a atlantes, lemurios o pictos entre sus generales o incluso entre sus reyes. Kull de Atlantis, por ejemplo, llegó a convertirse en rey de Valusia.
Mucho tiempo después de la muerte de Kull de Atlantis la Era Thuria terminó en un gran cataclismo. En el continente las civilizaciones thurias fueron destruidas por terremotos y erupciones volcánicas y Atlantis y Lemuria se hundieron bajo las aguas. Fue el comienzo de la Era Hiboria.

### Era Hiboria
Atlantis y Lemuria desaparecieron bajo el océano, pero las islas Pictas formaron un nuevo continente, el actual continente americano (de cuya existencia el Occidente no supo nada hasta milenios más tarde). Los pictos que sobrevivieron al cataclismo se dividieron en dos grandes grupos: los que se quedaron en el nuevo continente (originando los actuales amerindios) y los que emigraron a las costas thurias, formando los futuros famosos pictos descritos por Robert E. Howard, enemigos de cimmerios y aquilonios. Los atlantes supervivientes se instalaron también en el continente thurio y originaron el pueblo cimmerio. Ni pictos ni cimmerios recordarían más tarde su pasado transoceánico, reducidos de nuevo al estado de «salvajes» en el caso de los pictos y de «bárbaros» en el caso de los cimmerios.
Una vez instalados en el continente los pictos y atlantes supervivientes (estos últimos devenidos en cimmerios) pudieron ser soberanos de países propios, pero los lemurios supervivientes al cataclismo tuvieron menos suerte y al instalarse en el continente fueron reducidos a la esclavitud durante milenios por las antiguas razas que allí habitaban.
Siglos después del cataclismo se formó, en el oeste del continente thurio, el imperio de Aquerón, al que corresponderán los futuros reinos hiborios de Aquilonia, Nemedia y Argos. Este dato no está mencionado en La Edad Hiboria, Howard lo añadió a su universo de ficción en La hora del dragón, que fue su única novela de Conan, escrita en 1934 y publicada por entregas entre diciembre de 1935 y abril de 1936.
Miles de años más tarde se formaron los reinos hiborios sobre las ruinas del imperio de Aquerón: Nemedia, Argos, Koth, Aquilonia, etc. El más poderoso de todos era Aquilonia, que intentaba infructuosamente fundar un imperio universal, pues nunca consiguió dominar a ciertos otros reinos, como por ejemplo Nemedia. También se formaron otros reinos: Vanaheim, Asgard, Hiperbórea en el norte. Cimmeria, al norte de Aquilonia, y las tierras Pictas al oeste no eran reinos hiborios, pues sus orígenes ya han sido expuestos. Entre Cimmeria y las tierras Pictas por un lado y Aquilonia por el otro se extienden las marcas bosonias, que Aquilonia mantiene como aliadas para poder retener los ataques de pictos y cimmerios. También aparecen otros reinos circundantes: Zíngara, Ofir, Koth o Shem, todos al sur de Aquilonia. Más al sur aún se encuentran Estigia, Zembabwei o los reinos negros. Al este de los reinos hiborios se encuentran Zamora, Corinthia o Brithunia y más al este aún, en la orilla occidental del mar de Vilayet, el reino hirkanio de Turan. Al este del mar de Vilayet, en el extremo oriental del continente, se encuentran los reinos hirkanios que fundaron Turan (fundados a su vez por antiguos lemurios que se volvieron contra sus amos), Khitai y algunos otros reinos orientales.

### Fin de la Era Hiboria
Los reinos y culturas bárbaras de la Era Hiboria se hicieron guerras incesantes hasta que un nuevo cataclismo provocó el fin de la Era Hiboria. La parte occidental de África emergió de las aguas y el océano occidental inundó una parte del continente thurio, creando el Mediterráneo y haciendo que la mitad noroccidental del continente se convirtiese en una nueva gran península: Europa. En el extremo norte el océano también avanzó, creando las islas británicas y la península escandinava así como los mares del Norte y Báltico. Al este el mar de Vilayet se redujo considerablemente y devino el actual mar Caspio. Empezó entonces la Historia tal como la conocemos con la aparición de los «hijos de Aryas» al oeste de este mar Caspio. Los indoeuropeos están aquí plenamente identificados por Howard como los «arios», aunque en realidad los arios históricos solo fuesen una de las ramas de las migraciones indoeuropeas.

## Geografía de la Era Hiboria
R. E. Howard, creador de este universo de ficción, no solo redactó el ensayo La Edad Hiboria sino que dibujó mapas relativamente precisos de, como mínimo, el cuadrante noroeste del continente thurio durante la Era Hiboria, basándose en las zonas geográficas que más tarde, según el curso histórico ficticio de una serie de cataclismos, iban a convertirse en el así llamado «viejo mundo». En la siguiente lista las zonas geográficas, regiones y reinos tienen sus nombres enunciados en castellano. Son los términos de la traducción de la edición crítica de los relatos de Howard, publicada en castellano por la editorial Timunmas entre 2005 y 2007.

### Extremo noroeste del continente thurio
En el extremo noroeste de Thuria (continente también llamado «Hiboria» durante la Era Hiboria) se encuentra Nordheim, una región formada por dos reinos, Vanaheim y Asgard. Justo al sur de Nordheim se encuentra Cimmeria, tierra natal de Conan, y al este de Asgard el reino de Hiperbórea. Al Suroeste de Vanaheim, bordeando la costa, se encuentran las Tierras Pictas (también llamadas en ocasiones «Yermos Pictos»).
- Vanaheim
- Asgard
- Hiperbórea (reino lejanamente emparentado con los reinos hiborios y a veces considerado como el primero de ellos)
- Tierras Pictas (también llamadas «Yermos Pictos»)
- Cimmeria

### Reinos hiborios
- Aquilonia
- Marcas bosonias (una marca al servicio de Aquilonia)
- Nemedia
- Brithunia
- Zíngara
- Argos
- Ofir
- Corinthia
- Zamora
- Koth
- Khauran
- Khoraja

### Shem y Estigia
Shem y Estigia no son reinos hiborios propiamente dichos sino territorios intermedios situados entre los reinos hiborios del norte de Thuria y los reinos negros del suroeste del continente. Ambos países están separados por un largo río que fluye de este a oeste, el Styx, que toma su nombre de la mitología griega, pero que se inspira en el Nilo (Howard también se refiere a él como el Nilus o Nilo, aunque nunca lo hagan en esos términos los personajes de sus relatos). Shem es un territorio habitado por tribus nómadas, correspondientes a los antiguos hebreos y a otros pueblos del antiguo Oriente Medio. Estigia, a su vez, se inspira claramente en el Antiguo Egipto.
- Shem
- Estigia

### Reinos negros
- Kush
- Darfar
- Keshan
- Punt
- Reinos del Oeste
- Reinos del Este
- Zembabwei

### Oriente Medio
- Drujistan
- Iranistan
- Kosala
- Vendhya
- Ghulistan
- Turan

### Lejano Oriente
- Hirkania
- Khitai
- Kambuja

## La Era Hiboria en otros medios
La Era Hiboria, nacida originalmente de la pluma de Robert E. Howard, ha dejado, tras la muerte de Howard, un legado cultural que a largo de los siglos XX y XXI se ha manifestado en diferentes medios de expresión (no solo la literatura de los continuadores de Howard sino también la historieta, el cine, la televisión, los juegos de rol, los videojuegos etc.), aunque los dos medios que más han popularizado al personaje de Conan y la Era Hiboria han sido claramente la historieta y el cine.

### La Era Hiboria en el cómic
La historieta popularizó de nuevo a Conan y su Era Hiboria entre finales de los años 1960 y principios de los años 1970. Con el paso de los años y con el éxito del personaje en este medio, después de haber adaptado numerosos relatos originales (o tebeos inspirados en ellos), la editorial de historietas Marvel Comics publicó en enero de 1986 una guía del autor Alan Zelenetz (en), «La guía oficial del universo de Conan» (The Official Handbook of the Conan Universe), ilustrada por numerosos dibujantes especializados en el personaje de Conan (como John Buscema, Mike Kaluta, Bob Camp, Ernie Chan, Vince Colletta o Mike Docherty, entre otros). La primera aparición de la guía, en 1986, era a todo color, pero en las dos reimpresiones siguientes Marvel la publicó en blanco y negro: primero dentro de un retractilado junto al número 75 de la colección «Conan Saga», en junio de 1993, y luego, dos meses más tarde en agosto de ese mismo año, como un suplemento independiente. Una traducción al castellano de esta guía vio la luz en mayo de 1997 bajo el título de El universo de Conan. En la traducción de la guía, como en el resto de traducciones al castellano de los cómics de Conan en general, la ortografía de los nombres de personajes, regiones y reinos no ha sido siempre la misma que la ortografía de los traductores habituales de los relatos. La guía incluía además regiones o nombres geográficos de novelas o cómics que no se inspiraban siempre en la literatura original de Howard. Por ejemplo, en Nordheim se incluyeron los montes Graaskal, que avanzan sobre Hyperborea y continúan hasta el reino hiborio de Brythunia, pero que no fueron concebidos originalmente por Howard. Otros países también fueron añadidos por novelas y cómics, como Meru o Uttara Kuru, y fueron por lo tanto incluidos en la guía de Marvel Comics.
Por otro lado, R. E. Howard concibió, entre sus escritos y ficciones, un personaje femenino llamado originalmente Red Sonya («Sonia la Roja»), pero este personaje nunca fue concebido por él para ser ubicado en la Era Hiboria, sino en el siglo XVI de la historia conocida. Los autores de historietas Roy Thomas y Barry Windsor-Smith cambiaron la ortografía del nombre («Sonya» por «Sonja») y adaptaron la heroína del siglo XVI a la Era Hiboria de Conan.

### La Era Hiboria en el cine
A través de la popularidad de Conan el Bárbaro y de Red Sonja la Era Hiboria ha sido representada en algunas películas. Por ejemplo:
- Conan el Bárbaro (1982)
- Conan el Destructor (1984)
- Red Sonja (1985)
- Conan el Bárbaro (2011)
- Red Sonja: Queen of Plagues (2016)

### La Era Hiboria en la televisión
Ha habido hasta ahora tres series de televisión de Conan, todas estadounidenses. Conan: The Adventurer («Conan el Aventurero») fue una serie televisiva estadounidense de 1997, rodada con actores en imagen real a lo largo de 22 episodios. Las otras dos series fueron series animadas: Conan the Adventurer (Conan el Aventurero, de 1992 y 1994) y Conan and the Young Warriors (1994).

### La Era Hiboria en los juegos de rol
- Véase Conan el Bárbaro (juegos de rol).

### La Era Hiboria en los videojuegos
- Véase Conan el Bárbaro (videojuegos).